# Čajkovići
Čajkovići falu Horvátországban, Dubrovnik-Neretva megyében. Közigazgatásilag Dubrovnik községhez tartozik.

## Fekvése
A Dubrovnik városától légvonalban 2, közúton 6 km-re északkeletre a Dubrovniki tengermelléken, az Adria-parti főút mentén, Komolac és Sustjepan között, a Rijeka dubrovačka déli partján fekszik.

## Története
Az itt élt első ismert nép az illírek voltak, akik az i. e. 2. évezredtől fogva éltek itt magaslatokon épített erődített településeken és kövekből rakott halomsírokba temetkeztek. Az illírek i. e. 35-ig uralták a térséget, amikor Octavianus hadai végső győzelmet arattak felettük. A Nyugatrómai Birodalom bukása után 493-tól a keleti gótok uralták a területet. 535-ben Dalmáciával együtt a Bizánci Császárság uralma alá került. A horvátok ősei a 7. században érkeztek Dalmáciába és csakhamar megalapították első településeiket. Ezek elsőként a termékeny mező melletti, ivóvízzel rendelkező helyeken alakultak ki. A mai Čajkovići vidéke Knežica és Šumet településekkel együtt már a 10. század közepén a Raguzai Köztársasághoz tartozott. A rožati Nagyboldogasszony plébánia, melyhez Čajkovići is tartozik a Rijeka dubrovačka térségének legrégibb egyházi intézménye, alapítása az 1295 és 1321 közötti időszakra tehető.
A Raguzai Köztársaság bukása után 1806-ban Dalmáciával együtt ez a térség is a köztársaságot legyőző franciák uralma alá került, de Napóleon bukása után 1815-ben a berlini kongresszus Dalmáciával együtt a Habsburgoknak ítélte. 1857-ben 65, 1910-ben 37 lakosa volt. 1918-ban az új szerb-horvát-szlovén állam, majd később Jugoszlávia része lett. A délszláv háború során 1991. október 1-jén kezdődött a jugoszláv hadsereg (JNA) támadása a Dubrovniki tengermellék ellen, majd súlyos harcok után még októberben megszállta a települést. A házakat kirabolták, majd felgyújtották. A lakosság elmenekült, így a település 1992. májusáig lényegében lakatlan maradt. A horvát hadsereg a slanoi felszabadító hadművelet során 1992. május 26-án verte ki a JNA egységeit a településről és környékéről. A háború után rögtön elkezdődött az újjáépítés. A településnek 2011-ben 26 lakosa volt, akik főként turizmussal, vendéglátással, halászattal foglalkoztak.

## Népesség
| Lakosság változása | Lakosság változása | Lakosság változása | Lakosság változása | Lakosság változása | Lakosság változása | Lakosság változása | Lakosság változása | Lakosság változása | Lakosság változása | Lakosság változása | Lakosság változása | Lakosság változása | Lakosság változása | Lakosság változása | Lakosság változása |
| ------------------ | ------------------ | ------------------ | ------------------ | ------------------ | ------------------ | ------------------ | ------------------ | ------------------ | ------------------ | ------------------ | ------------------ | ------------------ | ------------------ | ------------------ | ------------------ |
| 1857               | 1869               | 1880               | 1890               | 1900               | 1910               | 1921               | 1931               | 1948               | 1953               | 1961               | 1971               | 1981               | 1991               | 2001               | 2011               |
| 65                 | 0                  | 68                 | 52                 | 22                 | 37                 | 0                  | 0                  | 32                 | 34                 | 46                 | 42                 | 0                  | 0                  | 17                 | 26                 |

(1869-ben, 1921-ben és 1921-ben lakosságát Prijevorhoz, 1981-ben és 1991-ben lakosságát Dubrovnikhoz számították.)

## Nevezetességei
- A Szent Péter templom 2008 óta védett kulturális műemlék.
- Védettséget élvez a Bozdari-Škaprlenda család nyaralója,[4] mely az Ombla folyó bal partján, közvetlenül a főút mellett található. Az épület a 18. század első negyedében épült Marina Gropellia tervei szerint. A földszinti főhomlokzatot a Božidarević család címerével gazdagon díszített portál és oldalirányban két, ma befalazott, íves nyílás hangsúlyozza, amelyek közül a déli a csónakok tárolására szolgáló arzenál volt. Az emeleten négy, szimmetrikusan elrendezett nyitott oromzatú ablaknyílás található. Az első emeleti szalon falai és boltozata stukkódíszítésekkel gazdagon van ellátva, mitológiai és allegorikus tartalmú freskókkal festették ki.

## Gazdaság
A helyi lakosság legnagyobb része turizmussal, vendéglátással, kisebb mértékben halászattal foglalkozik.